# ジャック・ボディ
ジャック・ボディ（Jack Body、1944年10月7日 - 2015年5月10日）は、ニュージーランドの作曲家、写真家、美術家、音楽民族学者。

## 略歴
ボディは1963年から1967年にかけて、オークランド大学で学んだ。QEII Arts Council（クイーン・エリザベス2世芸術協議会）の奨学金を得て、ケルン現代音楽講習会、オランダのユトレヒトのソノロジー研究所（1969年 - 1970年）に参加した。1976年から1976年にかけては、ジョグジャカルタのインドネシア音楽アカデミー（AMI）で客員講座を受け持ち、1980年からは地元ニュージーランドのヴィクトリア大学ウェリントンの音楽学部で講座を持っている。
ボディの音楽は、独奏、重奏、管弦楽曲、音楽劇、ダンス音楽、映画音楽、それに電子音響音楽とほとんどのジャンルをカバーしている。アジア、とくにインドネシアの音楽・文化に魅了されたことは、ボディの音楽に強い影響を及ぼしている。
ボディの音楽はこれまで、Lontano、クロノス・クァルテット、ARC、ニュージーランド弦楽四重奏団、ニュージーランド交響楽団、BBC交響楽団らによって広く演奏されてきた。さらに複数のパブリック・ギャラリーから、実験的な写真やコンピュータ制御されたサウンド・イメージ・インスタレーション作品の委嘱も受けている。1998年のニュージーランド国際芸術祭で初演されたオペラ『Alley』は大きな喝采を受けた。しかし、ニュージーランド国民に一番よく知られたボディの作品は、TVのシチュエーション・コメディ『Close to Home』（1975年）のテーマ曲であろう。
またニュージーランド音楽のプロモーターとしても、「Sonic Circuses」シリーズ（同時多発発生ミュージック・マラソン）を主宰し、ニュージーランド音楽の楽譜を出版する「Waiteata Music Press」の責任者でもある。1984年と1992年に催されたアジア＝太平洋フェスティバルおよび会議では芸術監督を勤め、ニュージーランドやアジア＝太平洋近隣の伝統音楽・現代音楽にスポットを当てた。

## ディスコグラフィ
- Suara（Ode CD Manu 1380） - インドネシアのフィールド・レコーディングを使った電子音響音楽作品。
- Sacred and Profane（Ode Portal CD 1004） - 3つの大規模声楽作品。
- Pulse（Rattle D009） - 伝統音楽からのトランスクリプションに基づく5つの連作。2002年のニュージーランド・ミュージック・アワードのベスト・クラシックCD賞。
- Composer Portrait（2003年、Waiteata Music Press）

### 音楽民族学的作品
- Music for Sale: Street Musicians of Yogyakarta（OMCD 006、TC HLS-91）
- Music of Madura（CD ODE 1381）
- Jemblung: Sung Narrative Traditions（PAN 2048CD）